# Kika Kagata
Kika Kagata (jap. 加賀田葵夏 Kagata Kika; ur. 14 czerwca 1997) – japońska zapaśniczka walcząca w stylu wolnym.
Srebrna medalistka akademickich MŚ w 2018. Pierwsza w Pucharze Świata w 2019. Mistrzyni świata U-23 w 2019; juniorów w 2017. Mistrzyni Azji juniorów w 2015 i 2016. Mistrzyni świata kadetów w latach 2012 - 2014 roku.